# Günther Krappe
Günther Krappe (13 avril 1893 à Schilde, arrondissement de Dramburg – 31 décembre 1981 à Altena) est un Generalleutnant allemand qui a servi dans la Heer au sein de la Wehrmacht pendant la Seconde Guerre mondiale.
Il a été récipiendaire de la Croix de chevalier de la Croix de fer. Cette décoration est attribuée pour récompenser un acte d'une extrême bravoure sur le champ de bataille ou un commandement militaire avec succès.

## Biographie
Günther Krappe s'engage le 25 septembre 1912 dans le 34e régiment de fusiliers en tant que porte-drapeau. En mars de l'année suivante, il est promu lieutenant avec brevet.
Günther Krappe est capturé par les forces soviétiques le 6 mars 1945 et reste en captivité jusqu'au 1er mars 1949.

## Promotions
- Leutnant : 22 mars 1914
- Oberleutnant : 20 mai 1917
- Hauptmann : 1er février 1925
- Major : 1er avril 1934
- Oberstleutnant : 1er août 1936
- Oberst : 1er avril 1939
- Generalmajor : 1er novembre 1942
- Generalleutnant : 1er octobre 1943

## Décorations
- Croix de fer (1914)
  - 2e Classe
  - 1re Classe
- Braunschweigisches Kriegsverdienstkreuz 2e Classe
- Croix d'honneur
- Médaille de service de la Wehrmacht 4e à 1re Classe
- Agrafe de la Croix de fer (1939)
  - 2e Classe
  - 1re Classe
- Croix de chevalier de la Croix de fer
  - Croix de chevalier le 11 avril 1944 en tant que Generalleutnant et commandant de la 61. Infanterie-Division[1].